# Plan territorial général de Catalogne
 (janvier 2024).
Si vous disposez d'ouvrages ou d'articles de référence ou si vous connaissez des sites web de qualité traitant du thème abordé ici, merci de compléter l'article en donnant les références utiles à sa vérifiabilité et en les liant à la section « Notes et références ».
Le plan territorial général de Catalogne (Pla territorial general de Catalunya  en catalan, PTGC) est l'outil de planification des politiques d'aménagement du territoire en Catalogne, une des communautés autonomes espagnoles.
L'aménagement du territoire étant une des compétences des communautés autonomes, le plan territorial général est défini par une loi portée par le gouvernement de la Catalogne et approuvée par le parlement catalan. Il a depuis été modifié à deux reprises, en 2001 et en 2010.
L'objectif principal du plan territorial général est la description du territoire par la définition de zones en fonction de leur situation socio-économique et de leur potentiel de développement : les principaux centres de population pouvant servir au rééquilibrage du territoire, les espaces naturels à protéger, les zones agricoles et les forêts présentant un intérêt particulier. Il s'efforce également d'évaluer les besoins d'infrastructures d'intérêt général (transports, assainissement, etc.). Il peut également définir les domaines d'application de plans territoriaux partiels (Plans Territorials Parcials en catalan).
Les systèmes de proposition du plan général de Catalogne se situent à trois niveaux :
- définition des aires territoriales de base (àrees bàsiques territorials en catalan, ABT), constituées par le regroupement de communes faiblement peuplées et possédant peu d'équipements collectifs (santé, assainissement, éducation, sports, etc.) ;
- étude des principales agglomérations comme espaces de cohésion et d'influence de leur environnement ;
- définition des zones fonctionnelles territoriales (àmbits funcionals territorials en catalan, AFT), constituées par le regroupement de comarques.

## Systèmes urbains
Le Plan réalise une étude exhaustive des systèmes urbains définis sur la base de la mobilité du travail, ce qui permet d'établir des espaces de cohésion territoriale sur lesquels reposent les stratégies de rééquilibrage territorial. On distingue deux grands groupes, subdivisés en différents niveaux :

### Aire métropolitaine de Barcelone
Aire métropolitaine de Barcelone
- le noyau central, formé par le Barcelonès et les communes méridionales du Baix Llobregat, sur la rive gauche du Llobregat. Elle forme une agglomération avec une forte densité de population et une faible capacité de croissance urbaine ;
- la première couronne extérieure, zone d'expansion et d'articulation du noyau central. Il est composé de la partie centrale et côtière du Baix Llobregat, de tout le Vallès Occidental, du Vallès Oriental jusqu'à la riera de Tenes, et du sud du Maresme jusqu'à Vilassar de Mar et Vilassar de Dalt ;
- la couronne externe, comme système de rééquilibrage métropolitain avec un potentiel de croissance et des possibilités de décentralisation et de décongestion. Il est formé par les agglomérations de Sabadell, Terrassa, Martorell, Mataró - Argentona, Vilanova i la Geltrú - Sitges et Granollers - Sant Celoni.
- Articulations articulées, avec des noyaux urbains encore faibles, mais avec un potentiel de ressources et de capacités qui, en raison de leur position particulière, peuvent remplir des fonctions de rééquilibrage entre les différents systèmes urbains :
  - la Selva Marítima, entre le Maresme et la Selva, région charnière entre la zone métropolitaine et la zone des comtés de Gérone.
  - le Baix Penedès, région charnière entre l'aire métropolitaine et Camp de Tarragona.

### Aires de rééquilibrage
Les aires de rééquilibrage de Catalogne sont situées en dehors de l'aire métropolitaine de Barcelone :
- Niveau 1, des agglomérations comptant plus de 100 000 habitants et un potentiel démographique et d'activité élevé pouvant concurrencer le système métropolitain central :
  - Gérone - Cassà de la Selva, avec Banyoles comme système d'articulation ;
  - Tarragone - Reus - Valls, avec Montblanc et l'Espluga de Francolí comme système d'articulation ;
  - Lleida, avec Balaguer et Mollerussa comme système d'articulation.

- Niveau 2, des agglomérations de rang intermédiaire, comptant entre 20 000 et 60 000 habitants, mais qui exercent une large polarité territoriale :
  - Tortosa - Amposta - Sant Carles de la Ràpita - Alcanar.
  - Figueres
  - Vilafranca del Penedès - Sant Sadurní d'Anoia
  - Égalisé
  - Paresse
  - Vic - Manlleu - Torelló
  - Olot

- Niveau 3, de petites villes d'environ 10 000 habitants, ne possédant qu'une polarité faible, mais avec une capacité d'articulation remarquable dans leur étendue territoriale : Falset, Gandesa, Móra d'Ebre, Móra la Nova, Flix, Tàrrega, Cervera, Guissona, Agramunt, Seu d 'Urgell, Ripoll, Solsona, Puigcerdà, Berga - Gironella et Tremp - la Pobla de Segur ;

- Niveau 4, de petits centres urbains d'environ 5 000 habitants avec une faible polarité mais une pertinence territoriale dans des zones défavorisées ou en zone de montagne : El Pont de Suert, Vielha e Mijaran, Sort, Cardona, Sant Hilari Sacalm, Arbúcies, Calaf, Santa Coloma de Queralt, Besalú, Sant Quirze de Besora, Sant Llorenç de Morunys, Artesa de Segre - Ponts, Oliana - Organyà, Moià - Castellterçol, La Granadella - Maials, Les Planes d'Hostoles - Sant Feliu de Pallerols et Sant Pere de Riudebitlles - Sant Quintí de Mediona - Torrelavit.

## Zones fonctionnelles territoriales

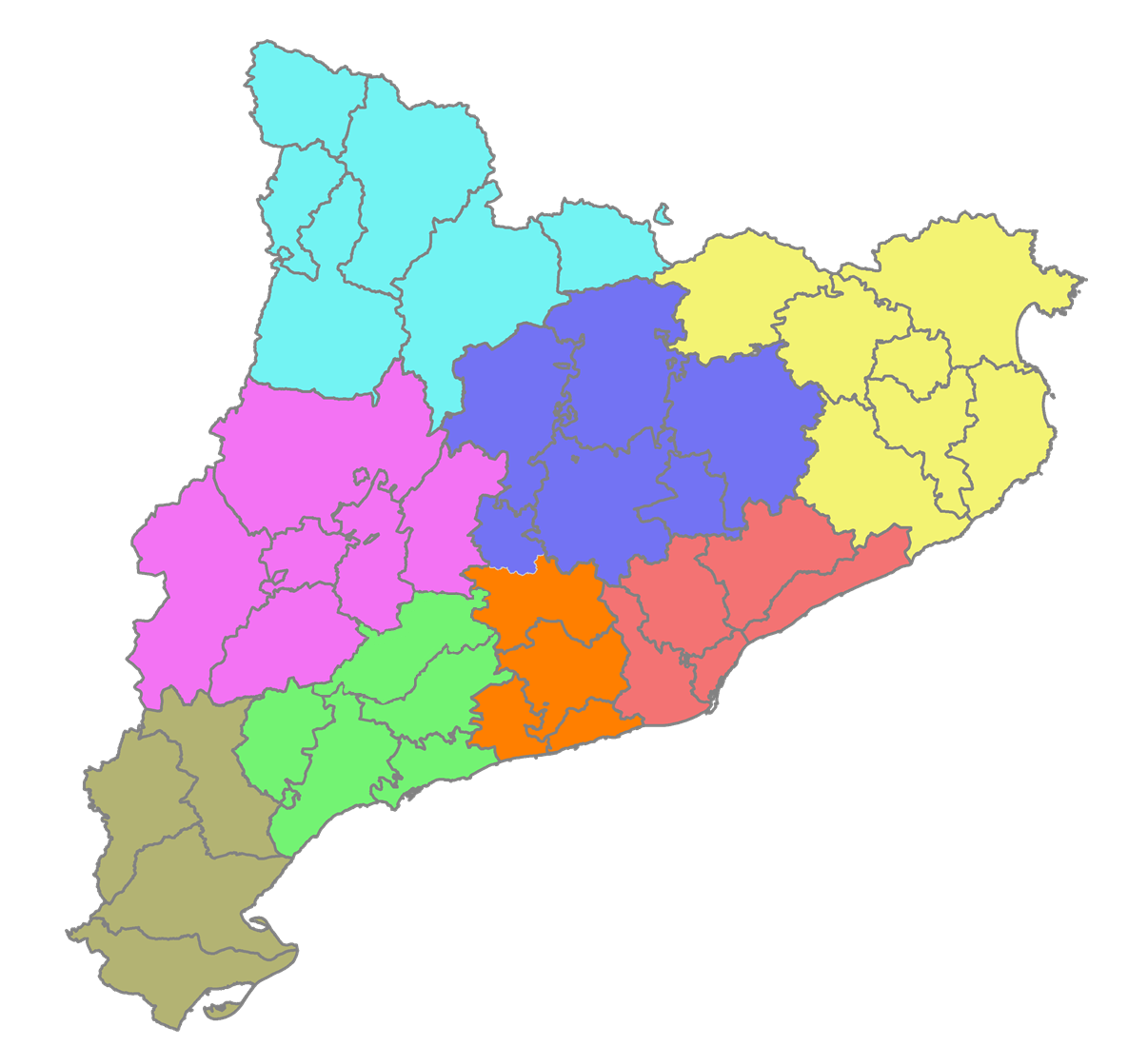
Les huit zones fonctionnelles territoriales de Catalogne :
Alt Pirineu i Aran
Àmbit metropolità
Camp de Tarragona
Comarques Centrals
Comarques Gironines
Penedès
Ponent
Terres de l'Ebre

Les zones fonctionnelles territoriales (AFT) sont définies comme un regroupement de comarques. Elles sont organisées autour d'une agglomération centrale et des zones urbaines qui lui sont attachées. Les zones fonctionnelles territoriales servent de cadre à la définition et à la mise en place des plans territoriaux partiels. Elles servent aussi de cadre de référence à l'action locale de la Généralité de Catalogne.
En 1995, le plan territorial général de Catalogne prévoit la création de six zones fonctionnelles territoriales. En 2001, il est cependant modifié par la création d'une nouvelle zone fonctionnelle, Alt Pirineu i Aran, séparée de la zone fonctionnelle territoriale du Ponent. En 2010, le nombre des zones fonctionnelles territoriales est porté à huit par la création de la zone fonctionnelle du Penedès, séparée de la zone fonctionnelle des Comarques Centrals, à l'exception des communes de la comarque de l'Anoia qui ont demandé à rester attachées aux Comarques Centrals.
Les huit zones fonctionnelles territoriales de Catalogne sont :
- Alt Pirineu i Aran : Alta Ribagorça, Alt Urgell, Cerdanya, Pallars Jussà, Pallars Sobirà et Vall d'Aran ;
- Àmbit metropolità de Barcelona : Baix Llobregat, Barcelonès, Maresme, Vallès Oriental et Vallès Occidental ;
- Camp de Tarragona : Tarragonès, Alt Camp, Baix Camp, Conca de Barberà et Priorat ;
- Comarques gironines : Alt Empordà, Baix Empordà, Garrotxa, Gironès, Pla de l'Estany, Selva et Ripollès ;
- Comarques Centrals : Bages, Berguedà, Osona, Solsonès, Moianès, ainsi que huit communes de l'Alta Segarra, dans la comarque de l'Anoia, qui l'ont demandé[2] ;
- Penedès : Alt Penedès, Baix Penedès, Garraf et Anoia, sauf huit communes, réunies aux Comarques Centrals[3] ;
- Ponent : Garrigues, Noguera, Segarra, Segrià, Pla d'Urgell et Urgell ;
- Terres de l'Ebre : Baix Ebre, Montsià, Ribera d'Ebre et Terra Alta.

| Zone fonctionnelle             | Nombre d'habitants |
| ------------------------------ | ------------------ |
| Alt Pirineu i Aran             | 75 274             |
| Àmbit metropolità de Barcelona | 4 772 130          |
| Camp de Tarragona              | 517 661            |
| Comarques Centrals             | 394 579            |
| Comarques Gironines            | 736 965            |
| Penedès                        | 470 303            |
| Ponent                         | 364 173            |
| Terres de l'Ebre               | 188 757            |